# Tantilla slavensi
Tantilla slavensi – gatunek rzadkiego węża z rodziny połozowatych (Colubridae).

## Systematyka
Węże te należą do rodziny połozowatych, do której zaliczano je od dawna. Starsze źródła również umieszczają Tantilla w tej samej rodzinie Colubridae. Używają jednak dawniejszej polskojęzycznej nazwy wężowate czy też węże właściwe, poza tym Colubridae zaliczają do infrapodrzędu Caenophidia, czyli węży wyższych. W obrębie rodziny rodzaj Tantilla należy do podrodziny Colubrinae.

## Rozmieszczenie geograficzne
Tantilla slavensi zamieszkuje od niskich do średnich wysokości meksykańskich wzgórz Los Tuxtlas (południowo-wschodnia część stanu Veracruz). Miejsce typowe to Cerro Chochobi, na wysokości 800 m n.p.m.
Siedliskiem tego węża są lasy, zarówno pierwotne, jak i wtórne.

## Zagrożenia i ochrona
Jest to rzadki wąż, prowadzący skryty, podziemny tryb życia, znany nauce z pięciu czy sześciu okazów. Nie wiadomo, co mu zagraża. Jego zasięg występowania obejmuje teren chroniony: Rezerwat Biosfery Los Tuxtlas.